# 로버트 앤더슨 (군인)

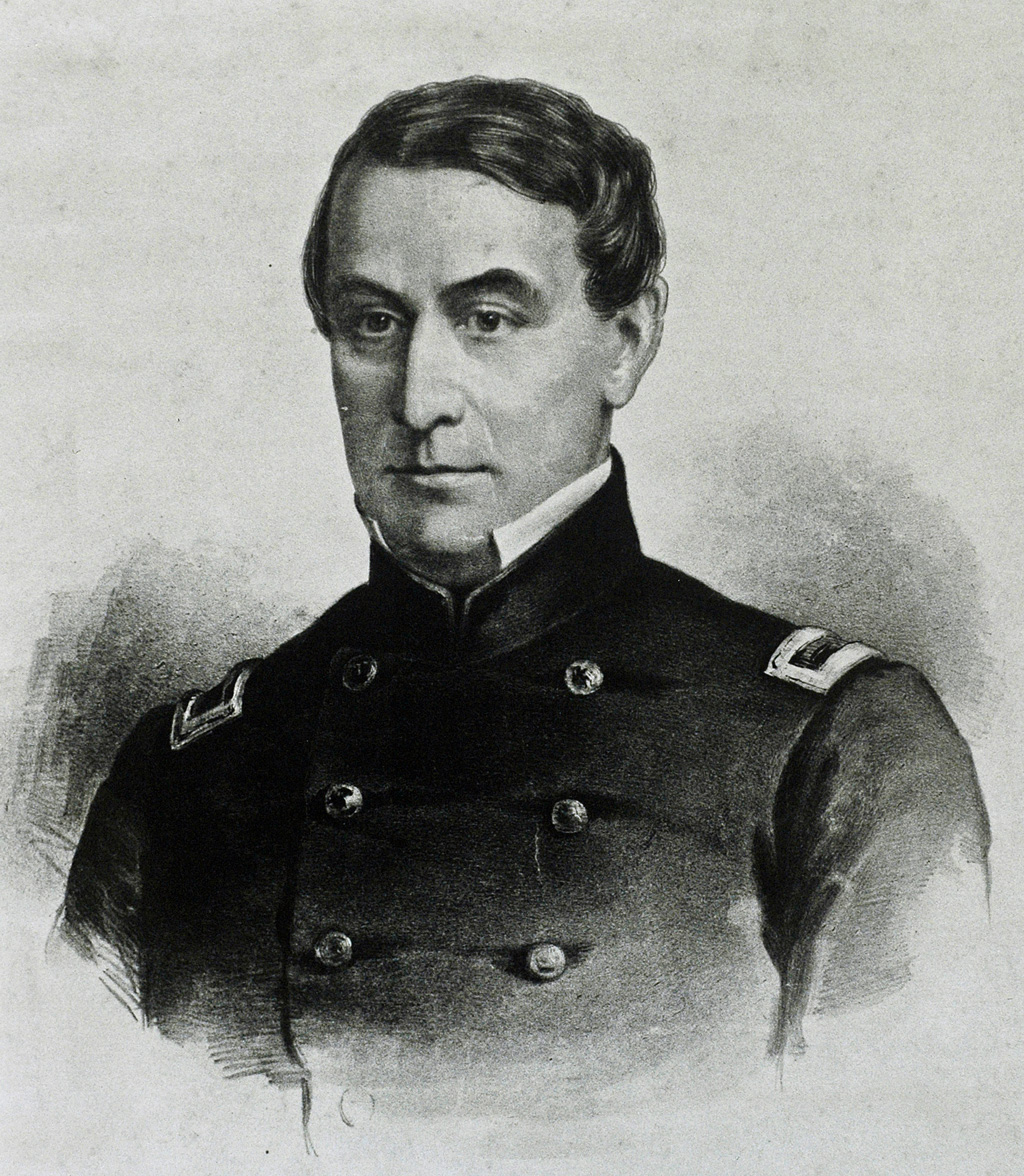

로버트 앤더슨(Robert Anderson, 1805년 6월 14일 ~ 1871년 10월 26일)은 미국 육군 군인이다. 남북 전쟁에서 섬터 요새 전투의 지휘관이였다. 로버트 앤더슨 "소령"이라고 많이 불리지만, 섬터 요새 때의 계급이며, 명예 소장까지 승진했다.